# Elizabeth Nicholls

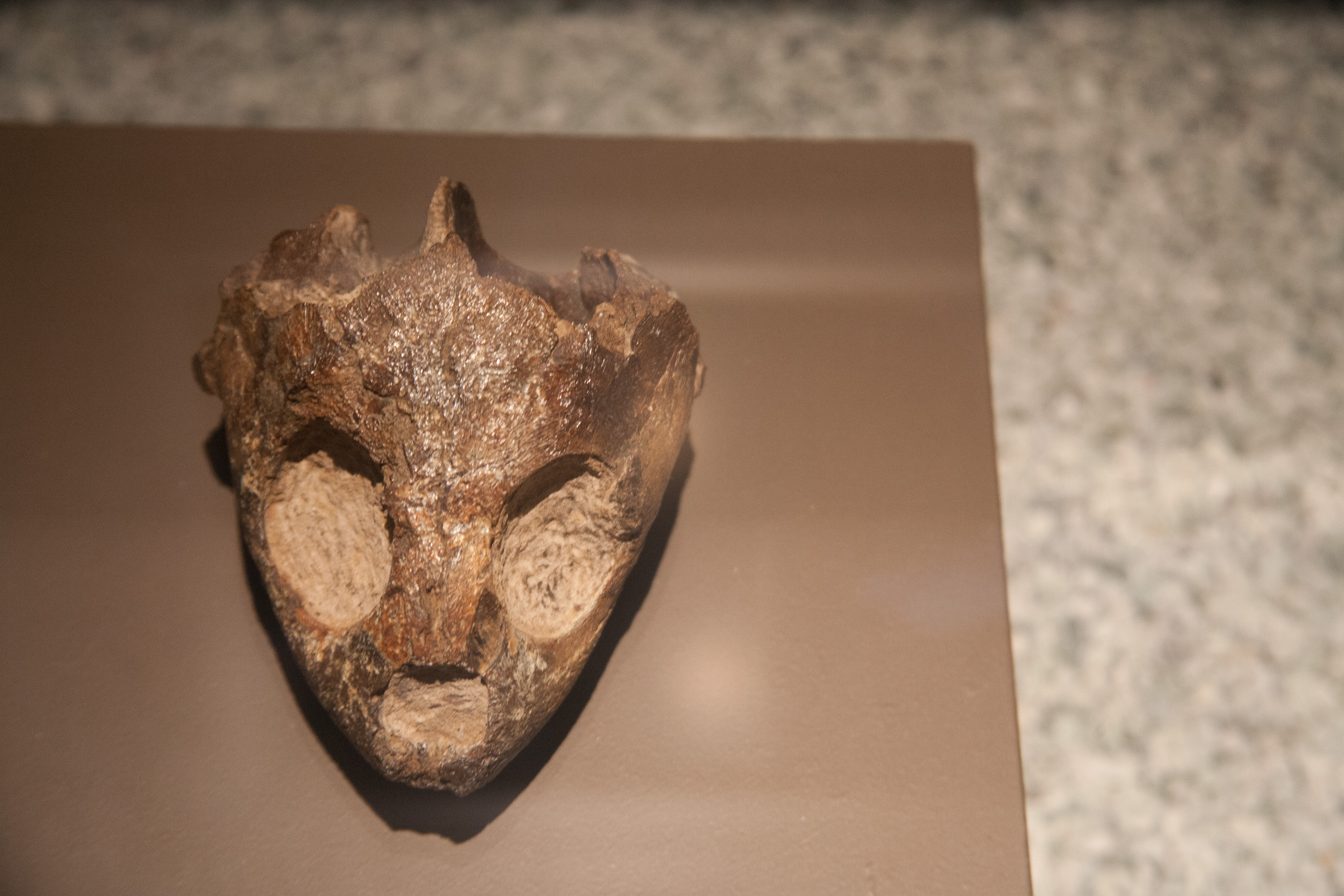
Nichollsemys baieri

Elizabeth (Betsy) Laura Nicholls (* 31. Januar 1946 in Oakland, Kalifornien; † 18. Oktober 2004) war  eine amerikanisch-kanadische Paläontologin. Sie war Kuratorin für Meeresreptilien am kanadischen Royal Tyrrell Museum. Sie entdeckte zahlreiche neue Arten und eröffnete neue Wege für die Erforschung der Evolution. Sie entdeckte nicht nur das größte Meeresreptil der Welt, sondern sammelte und untersuchte auch den ältesten bekannten Plesiosaurier Nordamerikas und entdeckte einen der größten bekannten Mosasaurier.

## Leben und Werk
Nicholls wurde in Kalifornien geboren und interessierte sich schon früh für Paläontologie. Sie zog 1956 mit ihrer Familie nach Melbourne, wo sie die Ryuton Girls Grammar School in Melbourne besuchte. Nach Abschluss der Highschool kehrte sie in die USA zurück und studierte Paläontologie an der University of California in Berkeley, wo sie 1968 ihren Bachelor-Abschluss erhielt. Sie heiratete 1968 Jim Nicholls  und zog 1969  mit ihrem Ehemann nach Alberta, wo dieser in der geologischen Abteilung der University of Alberta forschte. Sie erwarb dort 1972 den Master of Science mit einer Arbeit über kampanische Schildkröten. In der Zeit zwischen ihren Abschlüssen gründete sie eine Familie und übernahm eine Reihe anderer Projekte. Eines dieser Projekte war die Ausgrabung, Vorbereitung und Montage eines jurassischen Plesiosauriers aus der Gegend des Crowsnest Pass im Südwesten von Alberta. Die fossilen Überreste sind im Gebäude für biologische Wissenschaften der Universität von Calgary ausgestellt.
Von 1974 bis 1978 war sie mit der Sammlung, Vorbereitung und Montage eines Jura-Plesiosauriers aus der Fernie Group, etwa 48 km nördlich von Coleman (Alberta) beschäftigt. 1978 und 1983 war sie Dozentin an der Abteilung für Archäologie der University of Calgary. Von 1984 bis 1988 forschte sie als Doktorandin über marine fossile Reptilien und war Lehrassistentin an der University of Calgary, wo sie 1989 promovierte mit der Dissertation: Marine vertebrates of the Pembina member of the Pierre Shale (Campanian, Upper Cretaceous) of Manitoba and their significance to the biogeography of the Western Interior Seaway.
Nach Abschluss ihres Studiums begann Nicholls im Royal Tyrrell Museum als Spezialistin für Meeresreptilien zu arbeiten. Ihre Arbeit etablierte Westkanada als eines der weltweit wichtigsten Gebiete für Trias-Meeresreptilien. Von 1989 bis 1990 forschte sie als Postdoctoral Fellow am Department of Biological Sciences der University of Calgary.  1989 identifizierte Nicholls ein Fossil der Art Grippia longirostris in Kanada als erste und war maßgeblich daran beteiligt, Verbindungen zwischen Funden in Nordamerika und Grönland aufzuzeigen.

## Shonisaurus sikanniensis

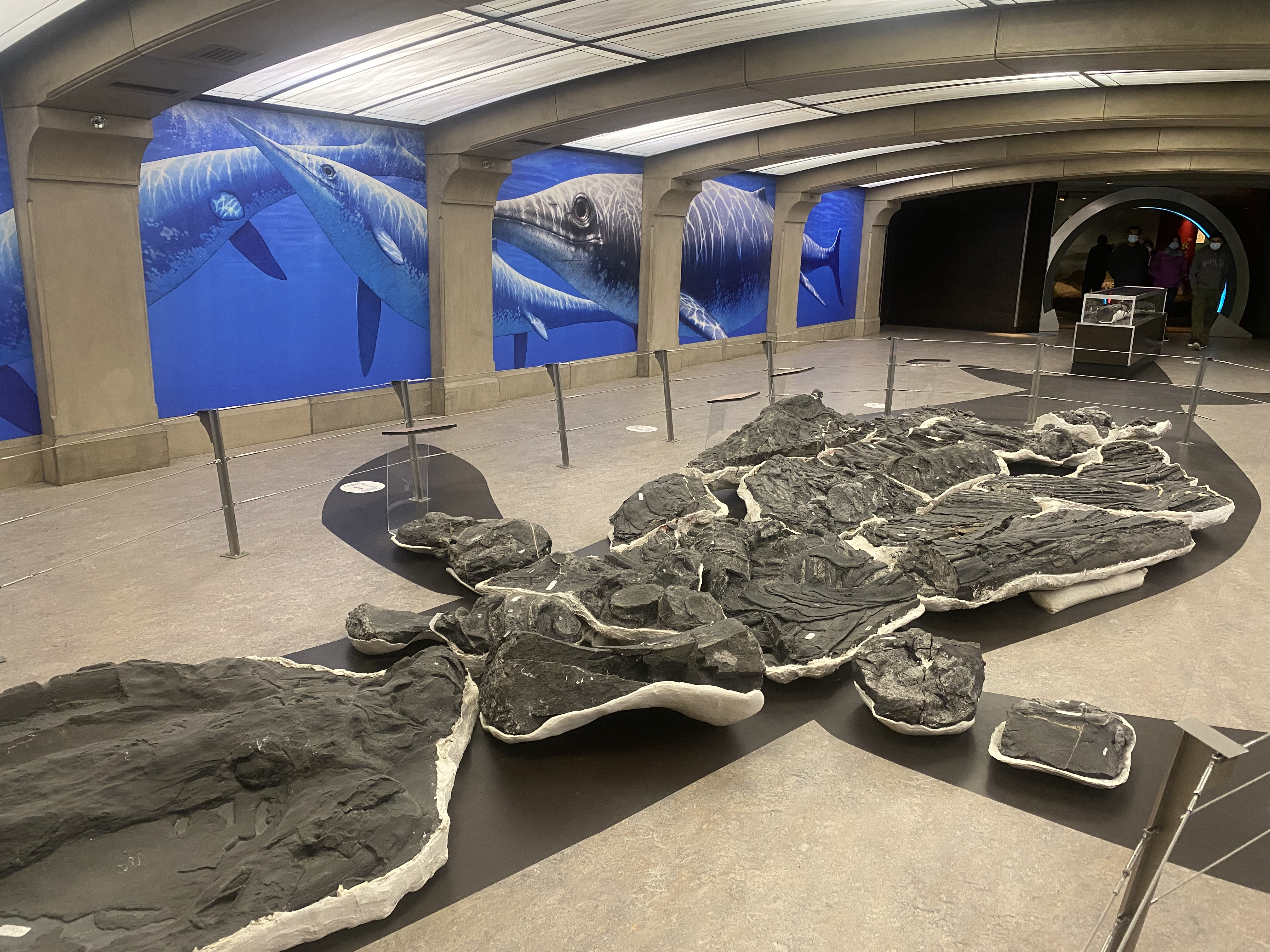
Shonisaurus sikanniensis. Versteinerte Überreste im Royal Tyrell Museum

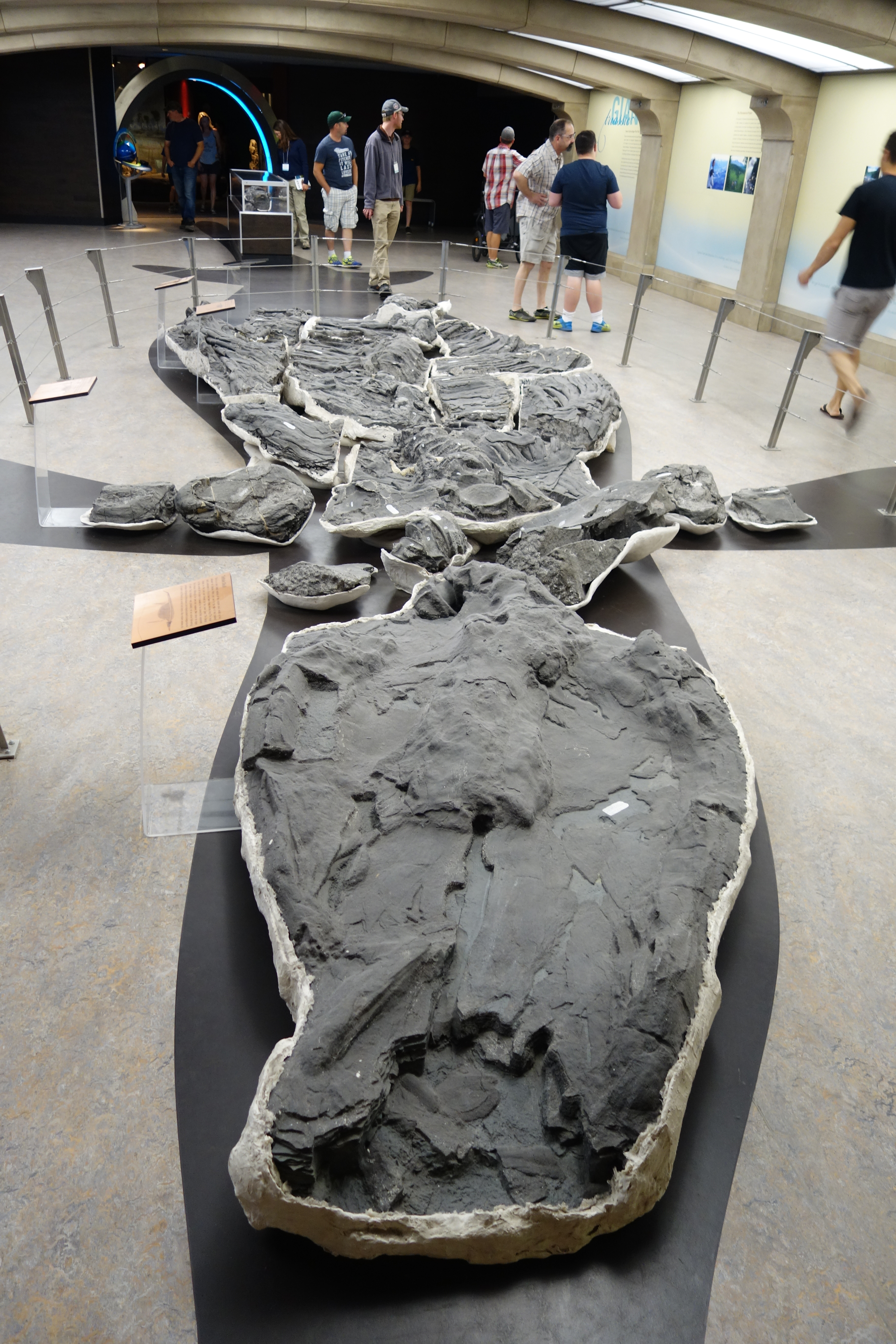
Shonisaurus sikanniensis (Original)

Nicholls hat das weltweit größte bekannte Meeresreptil, Shonisaurus sikanniensis, einen 23 Meter langen Ichthyosaurier aus der Trias, erfolgreich ausgegraben und präpariert. Dieses Projekt umfasste sechs Jahre Planung, Geldbeschaffung und Einholung von Genehmigungen sowie vier Jahre Laborarbeit, um das Fossil aus dem Kalkstein zu entfernen, in den es eingebettet war. Für diese Arbeit erhielt Nicholls im Jahr 2000 einen Rolex-Preis für Unternehmungsgeist.
Nach seiner Entdeckung 1991 durch einen Archäologen in den Kalksteinbänken des Sikanni Chief River entschieden Wissenschaftler zunächst, dass das fast 75 Fuß lange Ichthyosaurier-Fossil zu groß, zu zerbrechlich und zu isoliert für eine Ausgrabung sei. Das Fossil war durch die regelmäßige Überschwemmung mit Flusswasser stark von Erosion bedroht, der abgelegene Ort ließ jedoch nur für wenige Wochen in den Sommermonaten einen Zugang der Paläontologen zu. Nicholls und ihre Kollegen vom Royal Tyrrell Museum in Alberta mussten von 1999 bis 2001 drei Exkursionen zum Fundort unternehmen, um das Fossil zu bergen, dessen Schädel allein 1,5 Tonnen wog. Die Überreste wurden von Nicholls und ihren Kollegen rekonstruiert. Das bisher größte bekannte prähistorische Meeresreptil ähnelt mit seiner schlanken, langen Schnauze einem Delfin.
Nicholls starb 2004 im Alter von 58 Jahren. Ihre Asche wurde in der Nähe des Wapiti-Sees im Norden von British Columbia verstreut.
2008 stellte das Royal Tyrrell Museum in Drumheller das Fossil aus und erinnerte zugleich an Nicholls und ihre entscheidende Rolle bei der Bergung des riesigen Meeresbewohners.

## Ehrungen
- Nichollsemys ist eine Gattung ausgestorbener Meeresschildkröten. Der Name Nichollsemys ist eine Hommage an Elizabeth Nicholls, die mit Donald Brinkman zusammengearbeitet hatte, als sie die Ichthyosaurier-Gattung Parvinatator entdeckten.
- Paläontologen der Universität Calgary benannten 2008 den 1994 ausgegrabenen 2,6 Meter langen Plesiosaurier in Erinnerung an Elizabeth (Betsy) Nicholls Nichollsia borealis. Nichollsia borealis lebte vor etwa 112 Millionen Jahren, etwa zur gleichen Zeit, als Dinosaurier die Erde bevölkerten. Nicollsia borealis gilt als einer der vollständigsten und am besten erhaltenen Plesiosaurier aus der Kreidezeit und füllt eine Lücke von 40 Millionen Jahren, über die Plesiosaurierforscher bisher nicht viel wussten.[6]
- der Betsy Nicholls Award wird jährlich an Einzelpersonen für herausragende Beiträge zur Paläontologie verliehen.

## Veröffentlichungen (Auswahl)
- mit Jack Callaway: Ancient Marine Reptiles. Academic Press, 1997, ISBN 978-0-12-155210-7.
- mit M. Manabe: Giant ichthyosaurs of the Triassic—a new species of Shonisaurus from the Pardonet Formation (Norian: Late Triassic) of British Columbia. Journal of Vertebrate Paleontology, 2004.
- mit C. Wei, M. Manabe: New material of Qianichthyosaurus Li, 1999 (Reptilia, Ichthyosauria) from the Late Triassic of southern China, and implications for the distribution of Triassic icthosaurs. Journal of Vertebrate Paleontology, 2003.
- mit Donald Brinkman: New thalattosaurs (Reptilia: Diapsida) from the Triassic Sulphur Mountain Formation of Wapiti Lake, British Columbia.  Journal of Paleontology, 1993
- New material of Toxochelys latiremis Cope, and a revision of the genus Toxochelys (Testvoines, Chelonioidea). Journal of Vertebrate Paleontology, 1988.
- The first record of the mosasaur Hainosaurus (Reptilia: Lacertilia) from North America.  Canadian Journal of Earth Sciences, 1988.
- The oldest known North American occurrence of the Plesiosauria (Reptilia: Sauropterygia) from the Liassic (Lower Jurassic) Fernie Group, Alberta, Canada. Canadian Journal of Earth Sciences, 1976.